# Clavagellidae
Clavagellidae zijn een familie van tweekleppigen uit de superorde Anomalodesmata.

## Taxonomie
De volgende geslachten zijn bij de familie ingedeeld:
- Bryopa Gray, 1847
- Clavagella Blainville, 1817
- Dacosta Gray, 1858
- Dianadema Morton, 2003
- Stirpulina Stoliczka, 1870